# Мы хотим жить
«Мы хотим жить» (вьет. Chúng tôi muốn sống) — фильм, снятый совместно кинематографистами Южного Вьетнама и Филиппин в 1956 году, режиссёры Винь Ноан и Мануэль Конде. Фильм был снят в двух версиях, вьетнамской и филиппинской. У каждой версии фильма было своё название, немного отличались сюжеты и играл свой собственный набор актёров. Название филиппинской версии фильма можно перевести как «Крест из бамбука» (таг. Krus na Kawayan). Известно также другое название этого фильма: «Огонь и тени» (англ. Fire and Shadow). Продюсером фильма был посол Южного Вьетнама в США Буй Зием.

## Сюжет
История главного героя по имени Винь, бывшего капитана национально-освободительного движения «Вьетминь», попавшего под репрессии и бежавшего в море, связана с событиями, имевшими место во Вьетнаме в 1952—1954 гг., перед разделом страны на Северный Вьетнам и Южный Вьетнам.
В ходе жестокой вооружённой борьбы повсюду в Индокитае коммунисты одерживают победы над французскими колониальными силами. На освобождённых от французов вьетнамских территориях, для скорейшей ликвидации оппозиции, коммунистические власти объявляют о проведении земельной реформы. Начинается принудительный передел земли. Против тех землевладельцев и крестьян, которые сотрудничали с иностранцами, проводится бескомпромиссная и жёсткая репрессивная политика. В сельской местности создаются временные комитеты Крестьянского союза и народные трибуналы. По данным англо-американских и французских журналистов, это привело к массовому исходу около миллиона беженцев, известных на западе как «люди в лодках». Часть из них умерли в море.
По сюжету вьетнамской версии фильма, в 1952 г. капитан национально-освободительного движения «Вьетминь» — Винь, героически сражавшийся в Войне Сопротивления французам, попав в свою родную деревню, обнаруживает, что там процветает коммунистический террор, его родители подвергаются обвинениям и унижениям, а его любимая Лан сотрудничает с властью. Винь отвергает Лан и в конечном итоге вместе с другими такими же «людьми в лодках» бежит из прокоммунистического Вьетнама.

## В ролях
Вьетнамская версия («Мы хотим жить»)
- Ле Куинь[3] — Винь (вьет. Vinh)
- Май Чам[4] — Лан (вьет. Lan)

Филиппинская версия («Крест из бамбука»)
- Мануэль Конде[5][6] — Винь
- Аида Карино[источник не указан 690 дней] — Лан